# Surinamistiek
Surinamistiek is het geheel van studievormen die Suriname tot voornaamste object van onderzoek hebben, ongeacht de invalshoek (specialistisch, nationalistisch, breed-Caraïbisch). De surinamistiek omvat dus veel wetenschapsdisciplines, onder meer geschiedenis, (culturele) antropologie, letterkunde, taalkunde, sociologie, demografie, geografie, psychologie. Beoefenaren van de exacte wetenschappen worden in de regel niet tot de surinamistiek gerekend. Beoefenaren van de surinamistiek die van hun onderzoek blijk geven door middel van publicaties, worden surinamist genoemd, ongeacht hun nationaliteit.
Er bestaat sinds 1980 in Nederland een Instituut ter Bevordering van de Surinamistiek dat het tijdschrift voor surinamistiek Oso uitgeeft en dat sinds 2005 ook een Prijs voor de Surinamistiek toekent. De eerste maal ging die naar Wim Hoogbergen; de tweede maal naar Gert Oostindie.
Ook het in Suriname op onregelmatige basis verschijnende tijdschrift SWI Forum (ondertitel: voor wetenschap en cultuur) is een periodiek op het gebied van de surinamistiek.
Velen houden zich ook bezig met de relaties binnen de regio, of de verhouding tot Nederland en andere voormalige koloniale mogendheden. Al is het vakgebied van de surinamisten niet erg scherp afgebakend, in de regel worden alleen zij tot het vakgebied gerekend die er professioneel mee bezig zijn, al zijn er bijzonder toegewijde amateuronderzoekers die met evenveel recht als surinamist kunnen gelden. Zij die alleen incidenteel iets over Suriname gepubliceerd hebben, worden niet tot de surinamisten gerekend. Dat geldt evenmin voor literaire essayisten, journalisten die enkel in dag- en weekbladen publiceren en politieke commentatoren.